# خط عرض 41° شمال
خط عرض 41° شمال هي إحدى دوائر العرض الجغرافية، وهي دوائر وهمية تحيط بالكرة الأرضية، وموازية لخط الاستواء، وتتميز هذه الدائرة بأن الأراضي الواقعة عليها تنتمي للمنطقة المعتدلة الدفيئة.

## حول العالم
خط عرض 41° شمال يبدأ من خط الزوال الأولي ويتجه شرقا ويمر عبر:
| الإحداثيات                           | البلد أو الإقليم أو البحر     | ملاحظات |
| ------------------------------------ | ----------------------------- | --- |
| 41°0′N 0°0′E / 41.000°N 0.000°E      | إسبانيا                       | |
| 41°0′N 0°56′E / 41.000°N 0.933°E     | البحر الأبيض المتوسط          | |
| 41°0′N 8°13′E / 41.000°N 8.217°E     | إيطاليا                       | جزيرة أم الحمار |
| 41°0′N 8°16′E / 41.000°N 8.267°E     | البحر الأبيض المتوسط          | خليج أسينارا |
| 41°0′N 8°52′E / 41.000°N 8.867°E     | إيطاليا                       | جزيرة سردينيا |
| 41°0′N 9°39′E / 41.000°N 9.650°E     | البحر الأبيض المتوسط          | البحر التيراني - مرورا بشمال the Pontine Islands, إيطاليا |
| 41°0′N 13°57′E / 41.000°N 13.950°E   | إيطاليا                       | |
| 41°0′N 17°12′E / 41.000°N 17.200°E   | البحر الأدرياتيكي             | |
| 41°0′N 19°28′E / 41.000°N 19.467°E   | ألبانيا                       | The border with Macedonia is in بحيرة أوخريد |
| 41°0′N 20°42′E / 41.000°N 20.700°E   | مقدونيا                       | |
| 41°0′N 21°51′E / 41.000°N 21.850°E   | اليونان                       | |
| 41°0′N 26°20′E / 41.000°N 26.333°E   | تركيا                         | مرورا عبر the بحر مرمرة, و through إسطنبول |
| 41°0′N 37°52′E / 41.000°N 37.867°E   | البحر الأسود                  | |
| 41°0′N 38°47′E / 41.000°N 38.783°E   | تركيا                         | |
| 41°0′N 39°46′E / 41.000°N 39.767°E   | البحر الأسود                  | |
| 41°0′N 40°20′E / 41.000°N 40.333°E   | تركيا                         | |
| 41°0′N 43°32′E / 41.000°N 43.533°E   | أرمينيا                       | |
| 41°0′N 45°10′E / 41.000°N 45.167°E   | أذربيجان                      | برخودارلي أرض مطوقة ومعزولة |
| 41°0′N 45°13′E / 41.000°N 45.217°E   | أرمينيا                       | |
| 41°0′N 45°24′E / 41.000°N 45.400°E   | أذربيجان                      | |
| 41°0′N 49°13′E / 41.000°N 49.217°E   | بحر قزوين                     | |
| 41°0′N 52°57′E / 41.000°N 52.950°E   | تركمانستان                    | |
| 41°0′N 61°58′E / 41.000°N 61.967°E   | أوزبكستان                     | |
| 41°0′N 68°4′E / 41.000°N 68.067°E    | كازاخستان                     | |
| 41°0′N 68°31′E / 41.000°N 68.517°E   | أوزبكستان                     | لحوالي 7 km |
| 41°0′N 68°36′E / 41.000°N 68.600°E   | كازاخستان                     | لحوالي 12 km |
| 41°0′N 68°45′E / 41.000°N 68.750°E   | أوزبكستان                     | |
| 41°0′N 70°24′E / 41.000°N 70.400°E   | طاجيكستان                     | لحوالي 10 km |
| 41°0′N 70°31′E / 41.000°N 70.517°E   | أوزبكستان                     | |
| 41°0′N 72°30′E / 41.000°N 72.500°E   | قرغيزستان                     | |
| 41°0′N 76°50′E / 41.000°N 76.833°E   | جمهورية الصين الشعبية         | سنجان |
| 41°0′N 77°30′E / 41.000°N 77.500°E   | قرغيزستان                     | لحوالي 7 km |
| 41°0′N 77°35′E / 41.000°N 77.583°E   | جمهورية الصين الشعبية         | Xinjiang قانسو منغوليا الداخلية — passing about 20 كـم (12 ميل) north of هوهوت خبي بكين - لحوالي 7 km Hebei لياونينغ جيلين |
| 41°0′N 126°5′E / 41.000°N 126.083°E  | كوريا الشمالية                | تشاغانغ مقاطعة ريانغانغ Passing Through Kaema Plateau هامغيونغ الجنوبية - Heocheon, تانتشون [لغات أخرى]‏ هامغيونغ الشمالية |
| 41°0′N 129°43′E / 41.000°N 129.717°E | بحر اليابان                   | |
| 41°0′N 140°19′E / 41.000°N 140.317°E | اليابان                       | جزيرة هونشو — محافظة آوموري |
| 41°0′N 141°23′E / 41.000°N 141.383°E | المحيط الهادئ                 | |
| 41°0′N 124°7′W / 41.000°N 124.117°W  | الولايات المتحدة              | كاليفورنيا نيفادا يوتا وايومنغ / Utah border Wyoming / كولورادو border نبراسكا / Colorado border Nebraska آيوا إلينوي إنديانا أوهايو - southern boundary of Connecticut Western Reserve بنسيلفانيا نيوجيرسي نيويورك (ولاية) كونيتيكت. |
| 41°0′N 73°39′W / 41.000°N 73.650°W   | لونغ آيلاند ساوند [لغات أخرى]‏ | |
| 41°0′N 72°35′W / 41.000°N 72.583°W   | الولايات المتحدة              | New York - لونغ آيلند |
| 41°0′N 72°0′W / 41.000°N 72.000°W    | المحيط الأطلسي                | |
| 41°0′N 8°39′W / 41.000°N 8.650°W     | البرتغال                      | Passing about 20 km south of بورتو |
| 41°0′N 6°54′W / 41.000°N 6.900°W     | إسبانيا                       | |